# Tiodže
Tiodže (Servisch cyrillisch Тиоџе) is een plaats in de Servische gemeente  Raška. De plaats telt 158 inwoners (2002).